# Martín Lancero
Martín Lancero är en ort i Mexiko.   Den ligger i kommunen Cosoleacaque och delstaten Veracruz, i den sydöstra delen av landet, 500 km öster om huvudstaden Mexico City. Martín Lancero ligger 25 meter över havet och antalet invånare är 387.
Terrängen runt Martín Lancero är platt. Runt Martín Lancero är det tätbefolkat, med 343 invånare per kvadratkilometer. Närmaste större samhälle är Minatitlán, 4,4 km öster om Martín Lancero. Omgivningarna runt Martín Lancero är en mosaik av jordbruksmark och naturlig växtlighet.